# Schloss Neudeck

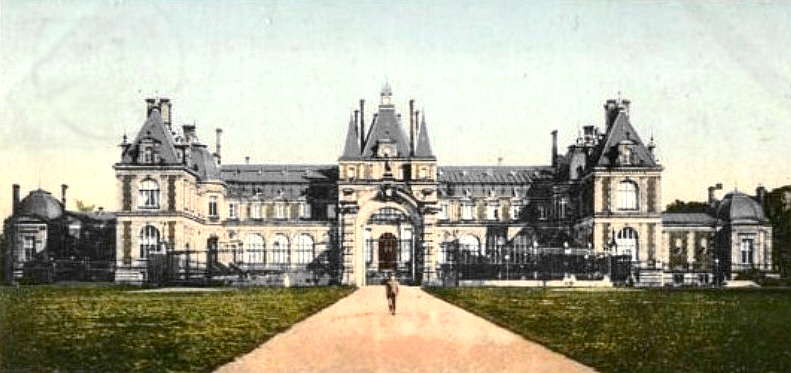
Das Neue Schloss (das „oberschlesische Versailles“)

Schloss Neudeck (polnisch: Zamek w Świerklańcu) war die Residenz des Adelsgeschlechts Henckel von Donnersmarck in Oberschlesien. Die Schlossanlage samt Park war eine der größten und prächtigsten des Deutschen Reiches und wurde volkstümlich auch Klein Versailles oder Oberschlesisches Versailles genannt. Sie liegt etwa zwei Kilometer südöstlich des Ortes Neudeck (polnisch: Świerklaniec) im Powiat Tarnogórski in Polen.
Das Alte und das Neue Schloss wurden 1945 von der Roten und polnischen Armee in Brand gesteckt und im August 1961 abgetragen. Heute besteht die Anlage aus dem Schlosspark, dem Kavalierspalast, der Grabkapelle der Donnersmarck sowie einigen Wirtschaftsgebäuden und Denkmälern.

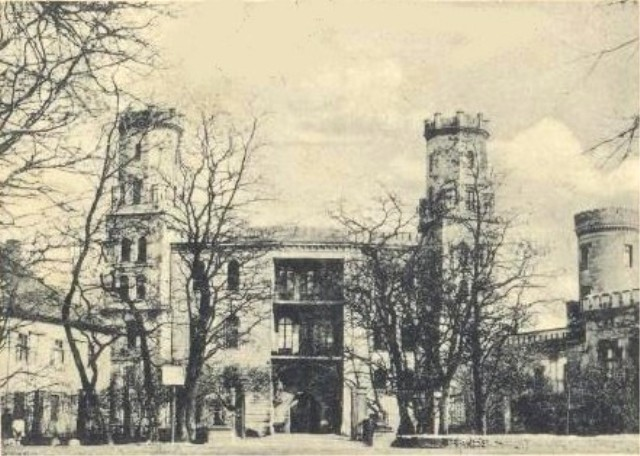
Das Alte Schloss

## Geschichte
Im Mittelalter war das Gebiet um das heutige Świerklaniec ein strategisch wichtiger Punkt, da dort die Brinitz eine natürliche Grenze zwischen Schlesien und Polen bildete. Außerdem verlief dort eine bedeutende Handelsstraße von Tschenstochau nach Beuthen. So wurde bereits im 11. Jahrhundert zur Befestigung der Grenze ein Herrschaftssitz gebaut, aus dem später das jetzige Alte Schloss entstand. Zur Verteidigung wurde er mit einem Wassergraben und einem aufgeschütteten Erdwall umgeben. Dort war gleichzeitig der Sitz eines Starosten Boleslaus des Tapferen. 1179 erwarb der Ratiborer Herzog Mieszko I. das Gut vom polnischen Herzog Kasimir II. Später waren es die Teschener Fürsten, die 1337 die Herrschaft Świerklaniec von den Ratiborern übernahmen. Wahrscheinlich wurde das Gut in dieser Übergangszeit vom Oelser Herzog Konrad II. zu einer wehrhaften Burg ausgebaut, wobei anzumerken ist, dass in Schlesien zu dieser Zeit 18 Fürstentümer und mehrere Standesherrschaften bestanden und somit fast jede bedeutendere Stadt Sitz eines eigenen Fürstentums war.
Das 15. Jahrhundert war von vielen Herrschaftswechseln geprägt. Die letzte urkundliche Erwähnung der Teschener als Besitzer war 1451. 1477 wurde Świerklaniec erstmals als Teil des Beuthener Herzogtums genannt und im selben Jahr erstmals der Name der Grenzburg Swiklenczy erwähnt. Der Oppelner Herzog Johann II., der letzte Oppelner Piast, erwarb 1498 das Gebiet um Beuthen für 19.000 Gulden und baute die bestehende Burg um. Dabei wurden Backsteinziegel im gotischen Verband verwendet. Neudeck war zu dieser Zeit Teil des bedeutendsten schlesischen Fürstentums. Als Johann 1526 das Geld ausging, musste die Burg verpfändet werden. Sechs Jahre später, in seinem Todesjahr 1532, fiel die Herrschaft Neudeck mitsamt dem ganzen Umland an Georg von Brandenburg-Ansbach und damit an die Hohenzollern. Dadurch erreichte Świerklaniec erstmals eine gewisse politische Bedeutung, die gut hundert Jahre andauerte. Als damalige Besitzer sind namentlich Georg und seine Nachfolger Georg Friedrich, Joachim Friedrich und Johann Georg von Brandenburg zu nennen. Sie haben sich im Beuthener Land vor allem durch die Wiedererrichtung zahlreicher Bergwerke verdient gemacht, mit der sie die industrielle Entwicklung der Region entscheidend in Gang brachten. In ihre Herrschaftszeit fällt auch die Verleihung der Berg- und Stadtrechte an die spätere Kreisstadt Tarnowitz. Im Laufe des Dreißigjährigen Krieges verloren die Hohenzollern 1621 ihren gesamten oberschlesischen Besitz an die Habsburger, die ihn aber nur für sehr kurze Zeit ihr Eigen nennen konnten.

### Im Besitz der Donnersmarck

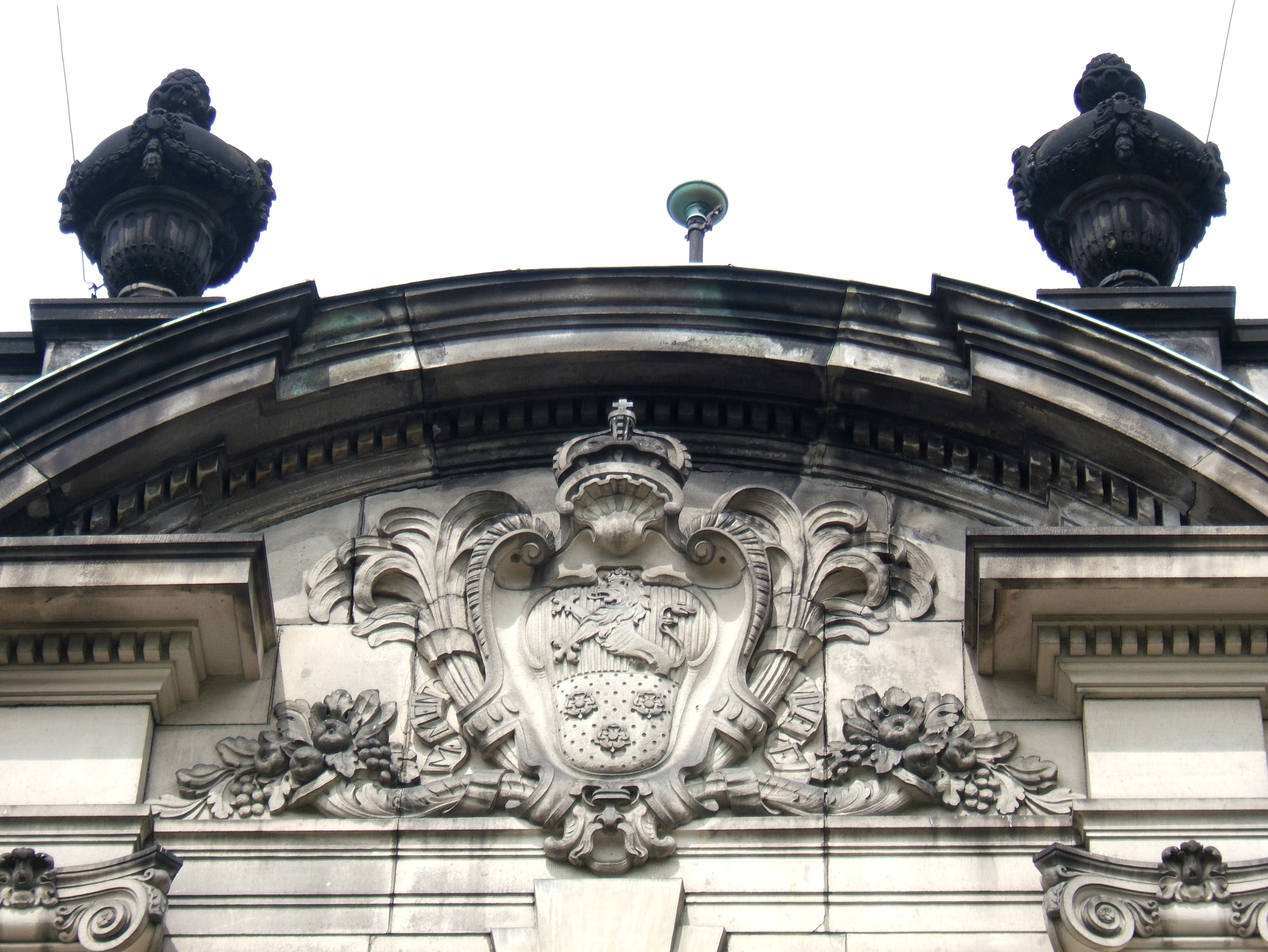
Wappen der Donnersmarck an der Fassade des Kavalierspalastes (2005)

Denn 1623 erhielt Lazarus I. Henckel von Donnersmarck die Herrschaft vom schlesischen Ober- und Fürstengericht zunächst als Pfand und leitete somit die lange Donnersmarck´sche Ära ein. In diesem Zusammenhang erscheint auch zum ersten Mal die Bezeichnung Neudeck. Am 26. Mai 1629 kaufte sein Sohn Lazarus II. offiziell die Neudeck´schen Güter von Kaiser Ferdinand II. und machte Neudeck zum Stammsitz einer Linie der Donnersmarck. Seitdem war der gesamte Besitz der Donnersmarck unteilbares Erbgut. Zu Reichsgrafen wurde die Familie 1651 erhoben. 1670 wurden die Erblande in die Fideikommisse Beuthen sowie Tarnowitz-Neudeck geteilt. Der erste Vertreter der protestantischen Tarnowitz-Neudecker Linie war Carl Maximilian Graf Henckel von Donnersmarck. Er ließ die alte Burg zwischen 1670 und 1680 von einem Italiener zu einer repräsentativen Renaissance-Residenz mit angrenzendem Park umgestalten. Dem Zeitgeist entsprechend wurde das Schloss im 18. Jahrhundert barock „modernisiert“.

### Blütezeit im 19. Jahrhundert

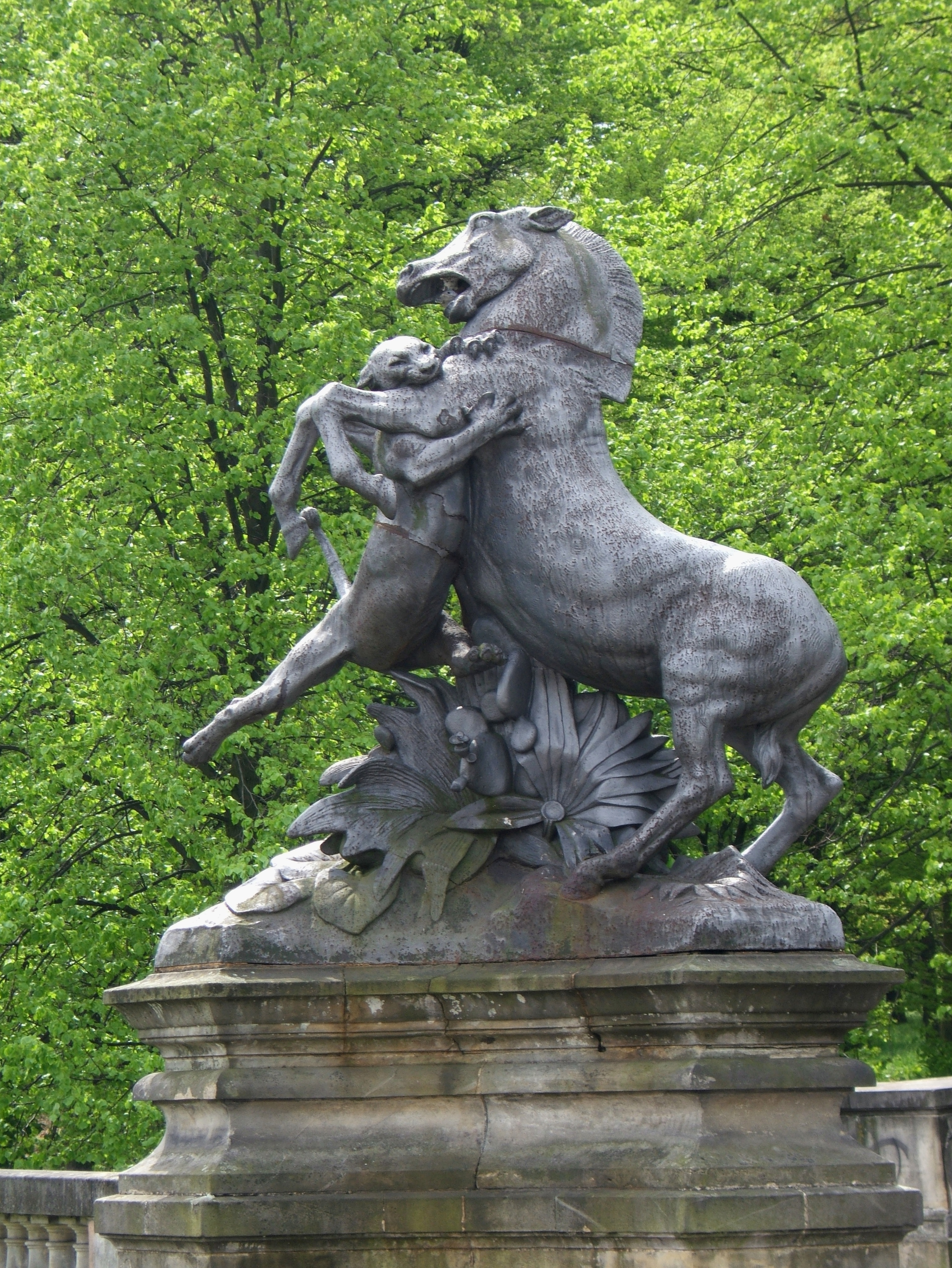
Skulptur im Schlosspark von Frémiet

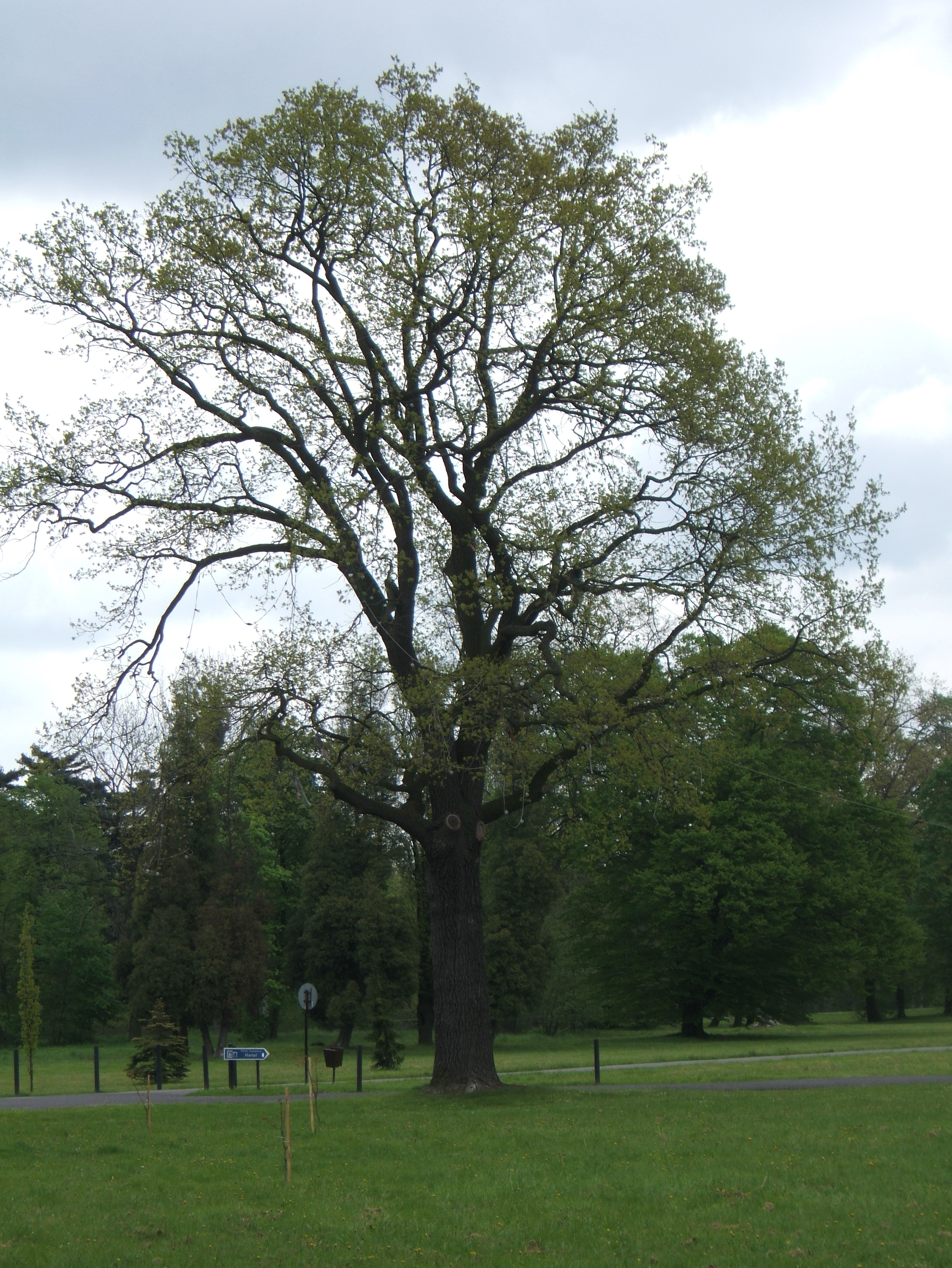
Eiche im Schlosspark (2005)

Im 19. Jahrhundert vergrößerte Graf Carl Lazarus den Besitz der Familie durch den Kauf neuer Güter. In dieser Zeit erfuhr die Anlage ihre entscheidenden Umbauten. Zuerst wurde das alte Schloss im Tudorstil erweitert und umgebaut. 1848 übertrug Carl Lazarus seinem Sohn Guido Graf Henckel von Donnersmarck, dem wohl bedeutendsten Spross der Familie, sein gesamtes Vermögen.
Am großen See im Schlosspark wurde dann 1868 nach seinem Auftrag mit dem Bau eines neuen, zweiten Schlosses begonnen. Zu Beginn lag die Bauleitung in den Händen des französischen Architekten Pierre Manguin, unter dessen Ägide bereits das 1857 von Donnersmarck für seine zweite Ehefrau, Blanka Marquise de Païva, erworbene französische Schloss Pontchartrain bei Paris restauriert worden war. In enger stilistischer Anlehnung an Pontchartrain (siehe untenstehende Abbildungen) wurde Donnersmarcks neue Residenz im neubarocken Stil erbaut. Die Bauleitung ging nach Manguins Tod (1869) an Hector Lefuel, den damaligen Chefarchitekten des neuen Louvre, über, der den Neubau im Jahre 1876 vollendete. Seitdem wurde das Tudorschloss auch als Altes Schloss bezeichnet. Als dritter und zugleich kleinster Palast wurde der Kavalierspalast bis 1906 südöstlich vom Neuen Schloss errichtet.
Mit der Anlage des 250 ha großen Parks war bereits 1865 der irische Ingenieur Fox beauftragt worden, der sich auf Pläne des kurz darauf verstorbenen Peter Joseph Lenné sowie seines Schülers Gustav Meyer stützte. Es wurde ein Landschaftspark im Englischen Stil geschaffen, der von Hainen und kleinen Waldgebieten sowie Wiesen durchsetzt war und von kleinen Bächen mit steinernen und gusseisernen Brücken durchzogen wurde. Neudeck besaß somit nicht nur eine der prächtigsten Schlossanlagen, sondern auch einen der größten Parks des Deutschen Reichs.
Dieses einmalige Ensemble aus Altem und Neuem Schloss, dem Kavalierspalast sowie der zur selben Zeit errichteten Grabkapelle der Donnersmarcks wurde mehrmals von Kaiser Wilhelm II. besucht, der nicht nur in den umliegenden waldreichen Gebieten zur Jagd ging, sondern auch oftmals Kredite des Grafen in Anspruch nahm. Schließlich erhob er Graf Guido für seine Verdienste auf politischem und wirtschaftlichem Gebiet in den Fürstenstand (Guido Graf Henckel Fürst von Donnersmarck). Somit war Neudeck auch Fürstensitz. Von hier aus wurden umfangreiche Besitztümer mit insgesamt 27.500 ha Fläche in ganz Ostmitteleuropa verwaltet, vor allem in Oberschlesien (Besitz von zahlreichen Bergwerken), aber auch im österreichischen Galizien und im russisch besetzten Kongresspolen.

### Zwischenkriegszeit
1922 fiel Neudeck nach der Volksabstimmung in Oberschlesien an Polen und wurde seitdem wieder Świerklaniec genannt. Die Donnersmarcks konnten ihren Besitz unter polnischer Herrschaft jedoch retten, da Guidos Sohn Kraft für Polen optierte. Von 1924 bis 1937 wohnte der Schweizer Altbundespräsident Felix Calonder als Präsident der Gemischten Kommission für Oberschlesien im Schloss. Seine Aufgabe war es, als unabhängiger Beobachter die Einhaltung des Deutsch-Polnischen Abkommens über Oberschlesien (Genfer Abkommen) und die Wahrung der Rechte der jeweiligen Minderheiten in beiden Teilen Oberschlesiens zu kontrollieren.

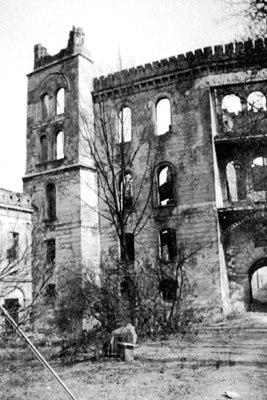
Das Alte Schloss (1958)

### Zerstörung und Nachkriegszeit
Beim Überfall auf Polen 1939 wurde Świerklaniec wie ganz Ostoberschlesien von deutschen Truppen besetzt. Mit dem Jahr 1945 endete die 316-jährige Herrschaft der Henckel von Donnersmarck in Neudeck endgültig. Die Familie wurde von den Kommunisten enteignet, das Alte Schloss und das Neue Schloss nach Kriegsende durch Brandstiftung der Roten Armee zerstört. Die örtliche Bevölkerung führte die Zerstörung zu Ende, indem sie die Innenräume ausplünderte und das Äußere sowie den Park verwüstete. Die beiden ehemals bedeutenden Schlösser blieben als Ruinen bestehen, die in der Nachkriegszeit weder konserviert noch wiederaufgebaut, sondern schließlich 1961 abgetragen wurden. Der Kavalierspalast wurde zwar 1945 ebenfalls in Mitleidenschaft gezogen, die Schäden hielten sich jedoch in Grenzen, so dass er später wiederaufgebaut werden konnte. Das Eingangsportal mit der Umzäunung, das früher vor dem Schloss stand, wurde später vor dem Chorzówer Zoo aufgestellt. Es wurde gefordert, dass es bis zum hundertjährigen Bestehen des Kavalierspalastes 2006 an seinen Ursprungsplatz zurückkehren soll, was jedoch nicht gelang. Von den vielen Denkmälern im Park blieben nur die Skulpturen von Emmanuel Frémiet unzerstört; der Park selbst ist in vereinfachter Form wiederhergestellt worden. Auch wenn das Schlossensemble von Neudeck heute nur bruchstückhaft erhalten ist, erfreuen sich der Park und die erhaltenen Gebäude und Denkmäler großer Beliebtheit als Ausflugsziel.

### Besitzer Neudecks

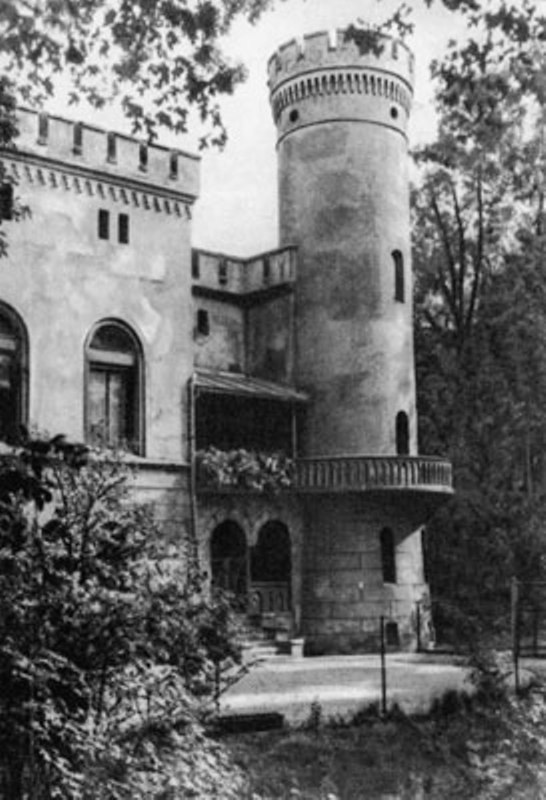
Südwestturm des Alten Schlosses (1938)

Im Folgenden werden die einzelnen Besitzer des Schlosses und des Gutes Neudeck von 1497 bis 1945 dargestellt. Die Zeit, in der Neudeck dem Oppelner Herzog Johann II. gehörte, ist blau, die Herrschaft der Hohenzollern rot gekennzeichnet, die kurze Habsburgerperiode ist weiß belassen. Neudeck befand sich am längsten in Händen der Henckel von Donnersmarcks, deren Herrschaftszeit gelb markiert ist.
| Zeitraum  | Besitzer                    |
| --------- | --------------------------- |
| 1497–1526 | Johann II. der Gute         |
| 1526–1543 | Georg der Fromme            |
| 1543–1603 | Georg Friedrich von Ansbach |
| 1603–1608 | Joachim Friedrich           |
| 1608–1620 | Johann Georg                |
| 1620–1623 | Habsburg                    |
| 1623–1624 | Lazarus I. d. Ä.            |
| 1624–1664 | Lazarus II. d. J.           |
| 1664–1671 | Joseph VII. Friedrich       |

| Zeitraum  | Besitzer        |
| --------- | --------------- |
| 1671–1716 | Karl Maximilian |
| 1716–1727 | Leo Maximilian  |
| 1727–1760 | Karl Erdmann    |
| 1760–1805 | Erdmann Gustav  |
| 1805–1813 | Gustav Adolf    |
| 1813–1848 | Karl Lazarus    |
| 1848–1916 | Guido           |
| 1916–1945 | Guidotto        |

## Architektur und Baugeschichte

Lageplan

### Anlage und Park

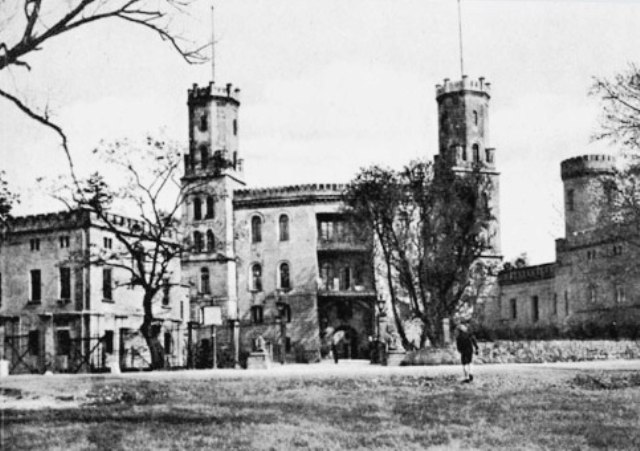
Das Alte Schloss

Der ganze Schlosskomplex ist von einem 154 ha großen Park umgeben; zur Zeit seiner Entstehung war er mit rund 200 ha einer der größten Deutschlands. Er grenzt im Westen an die Zufahrtsstraße (ul. Parkowa), im Osten an den Diablina-See, den größten See der Gemeinde; im Süden und Norden bilden zum Teil andere Straßen eine Begrenzung. Von der Parkowa-Straße führen mehrere Wege durch den Schlosspark, wobei der Hauptweg zum früheren Standort des Neuen Schlosses im Ostteil des Parks (1) führt. Dort befindet sich der große, dem Diablina-See vorgelagerte See (5), der mit seinem Wasser die vielen Kanäle und künstlichen Wasserfälle speist. Von hier sind es nur wenige Schritte zum westlich gelegenen Kavalierspalast (2). Gleich am Parkeingang liegt der frühere Standort des Alten Schlosses (3), nordöstlich davon befindet sich die Grabkapelle (4).

### Altes Schloss
Das Aussehen des Schlosses bis 1945 rührte vom Umbau in den 1840er Jahren her. Die unregelmäßige, zuletzt barock umgebaute Anlage erhielt unter anderem neugotische Flügel, die eine Vorburg bildeten. Später kamen noch zwei achteckige Türme im Tudorstil hinzu, und die vorher großen Fenster wurden dem Stil entsprechend verkleinert. Dies verlieh ihr wieder einen burgähnlichen Charakter. Von der gräflichen Familie wurde das Schloss aber nur ein paar Jahrzehnte bewohnt und es verlor 1875 endgültig seine Bedeutung zu Gunsten der neuen Residenz. Nun wurde es zur Unterscheidung Altes Schloss oder Burg (polnisch: zamek) genannt und diente den Beamten des Schlosses als Wohnung. 1961 wurden die recht gut erhaltenen Ruinen auf Anordnung der politischen Verwaltung abgerissen. Heute erinnern kaum noch Überbleibsel an das geschichtsträchtige Schloss.

### Neues Schloss

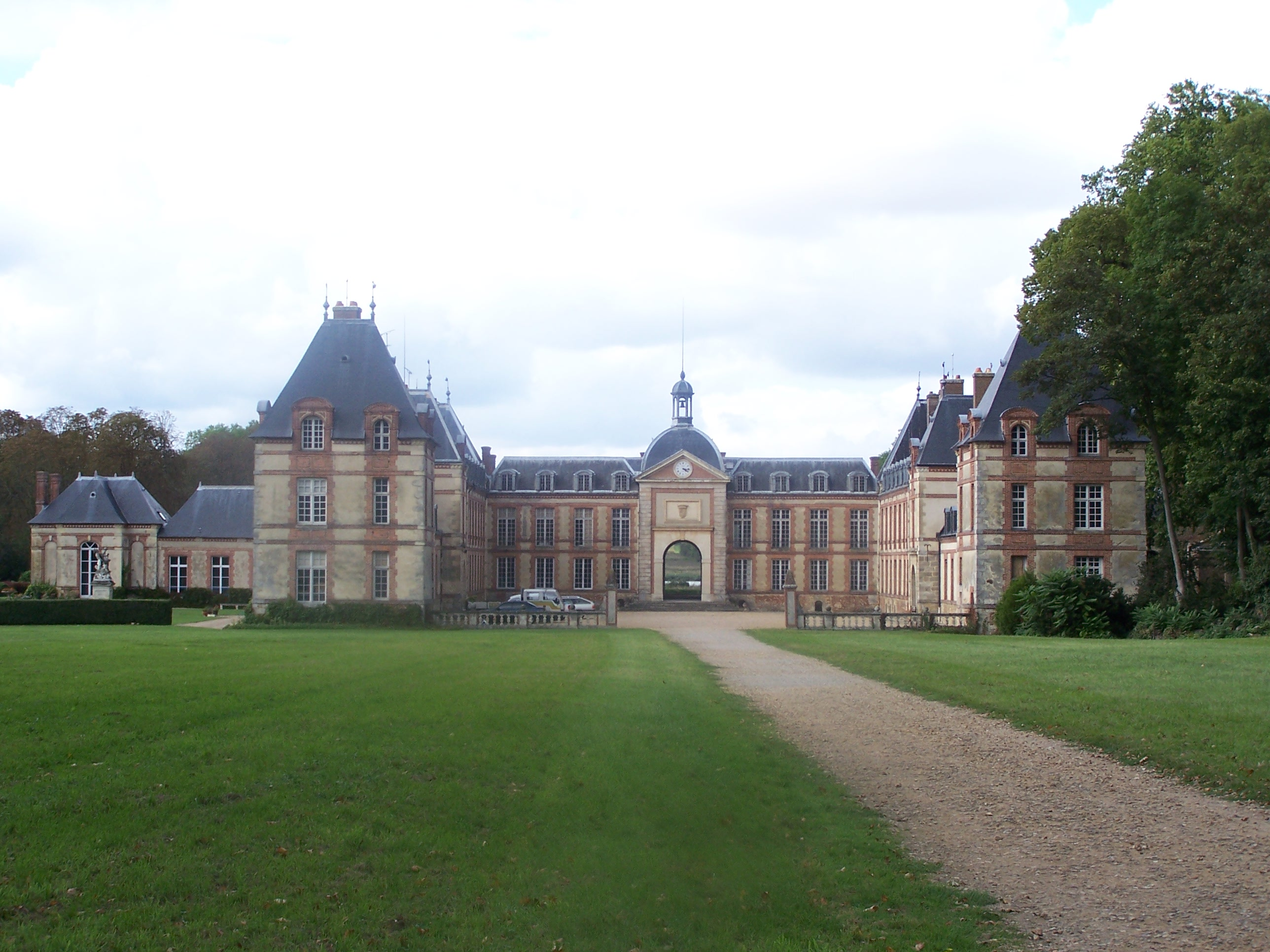
Schloss Pontchartrain, stilistisches Vorbild für Schloss Neudeck (2006)

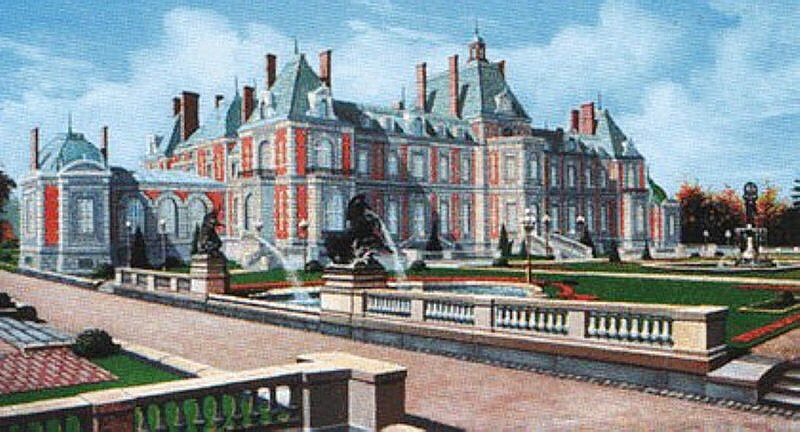
Blick auf die Parkseite des Neuen Schlosses (Ende des 19. Jhdts.)

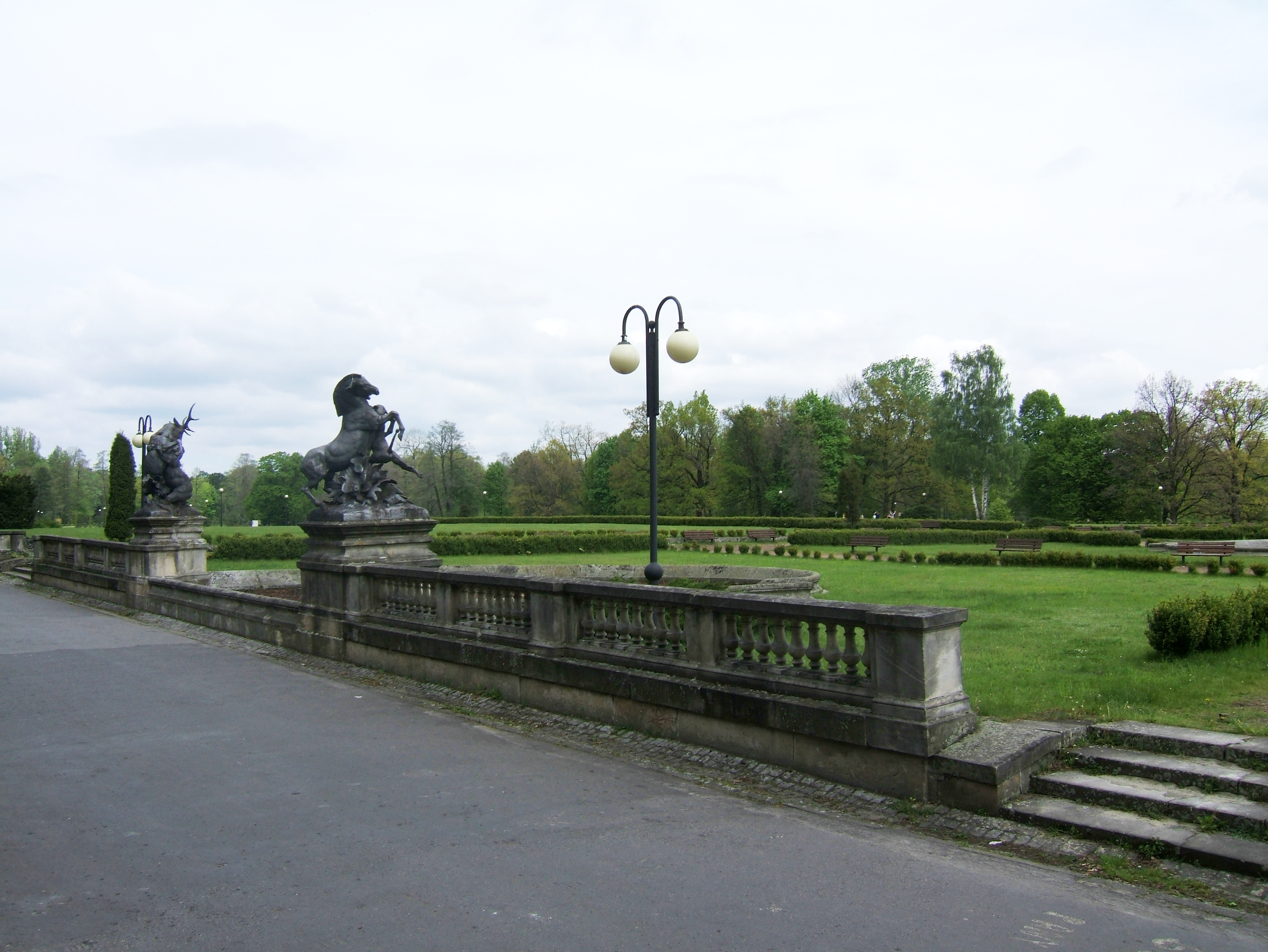
Blick auf den ehemaligen Standort des Neuen Schlosses (2005)

Obwohl das Neue Schloss erst im 19. Jahrhundert erbaut wurde, bildete es das Zentrum der ganzen Anlage. Die Idee für einen neuen Palast ging von der späteren Ehefrau Guidos, Blanka Marquise de Païva, aus, die sich ein neues repräsentatives Schloss anstatt des alten, unregelmäßigen, am Rande des Parks gelegenen Schlosses wünschte. 1868 begann der renommierte französische Architekt Hector Lefuel mit dem Bau der neuen Residenz der Donnersmarcks. Bei den Bauarbeiten kam es jedoch zu Schwierigkeiten, da der ganze Untergrund um den Parksee schlammig und durchnässt war und durch seinen hohen Grundwasserspiegel keinen ausreichenden Halt für ein herkömmliches Fundament bot. Damit das große Schloss an dieser markanten Stelle errichtet werden konnte, musste der Grund trockengelegt und befestigt werden. Man wandte hier eine ähnliche Methode wie bei vielen am Meer gelegenen Städten an: In den feuchten Boden wurden rund 10.000 Eichenstämme eingelassen. Man ging aber noch weiter und goss auf diese Konstruktion Beton und dichtete das Ganze mit einer 10 cm dicken Bleischicht ab. Erst nach dieser gewaltigen Bauleistung konnte mit den eigentlichen Bauarbeiten begonnen werden, die 1875 abgeschlossen wurden. Das Ergebnis war ein lang gestreckter neubarocker Prachtbau, der den großen europäischen Schlössern in nichts nachstand. Das Schloss wurde zwar später wegen seiner Größe als Klein-Versailles oder Oberschlesisches Versailles bezeichnet, das Vorbild des Bauwerks war jedoch, wie oben bereits erwähnt, das Schloss in Pontchartrain bei Paris, welches sich von 1857 bis 1888 ebenfalls im Besitz des Fürsten von Donnersmarck befand. Der Mittelteil wurde mit einem hohen Dach und einer kleinen Laterne darauf versehen und überhöhte damit den Nord- und Südflügel des Schlosses. An den Seiten wurden vier höhere Dächer angefügt, die wie Erker hervorragten. Nach Süden und Norden schlossen sich noch einstöckige Pavillons an. An der nach Westen gerichteten Eingangsfront war für die Gäste eine Uhr und eine schmiedeeiserne Umzäunung angebracht, die einen halbkreisförmigen Vorplatz bildete. Unterbrochen wurde sie von einem hohen löwenbekrönten Einfahrtstor (heute im Chorzówer Zoo). An der Parkseite nach Osten wurden Terrassen mit Balustraden errichtet, von denen aus über Treppen der See erreicht werden konnte. Diese Terrassen mit den Wasserbassins und Skulpturen sind die einzigen Überreste, die nach dem Abriss 1961 erhalten blieben. Sie lassen die Pracht der Anlage erahnen. Die sehenswerten Skulpturen stellen kämpfende Tiere dar und wurden vom französischen Bildhauer Emmanuel Frémiet geschaffen.
Aussagen über Aufteilung und Aussehen des Inneren sind nur anhand von Beschreibungen möglich, da keine Fotografien oder Pläne erhalten sind und auch beim Abriss nichts dokumentiert wurde. Es ist aber bekannt, dass das Schloss 99 Zimmer besaß, und in einer kurzen Beschreibung des Schlosses wird von fünf Sälen berichtet. Der prächtigste soll der mit Emporen ausgestattete Ballsaal gewesen sein; seine luxuriöse Ausstattung bestand aus zahlreichen Gobelins, Mosaiken und einer Wandverkleidung aus Malachit. Im Roten Saal hingen einige wertvolle Gemälde: die Ehebrecherin (nach dem Johannesevangelium) und der Ungläubige Thomas des spanischen Barockmalers Bartolomé Esteban Murillo, eine Abigail von Lucas Cranach d. Ä. und ein Lessing-Porträt von Anton Graff. Im Arbeitszimmer des Grafen Guido befanden sich eine umfangreiche Bibliothek und eine Sammlung von Familienporträts von Franz von Lenbach. Die architektonische Ausstattung der Schlosssäle und insbesondere dieses Arbeitszimmers stammte von der französischen Firma Christofle und ihrem Entwurfschef Charles Rossigneux. Im Jagdzimmer gab es neben einigen Jagdgemälden auch einen mit der Göttin Diana geschmückten Kamin desselben Herstellers. Das Gemälde Mutterglück des französischen Malers Eugène Carrière schmückte den Musiksalon.

### Kavalierspalast

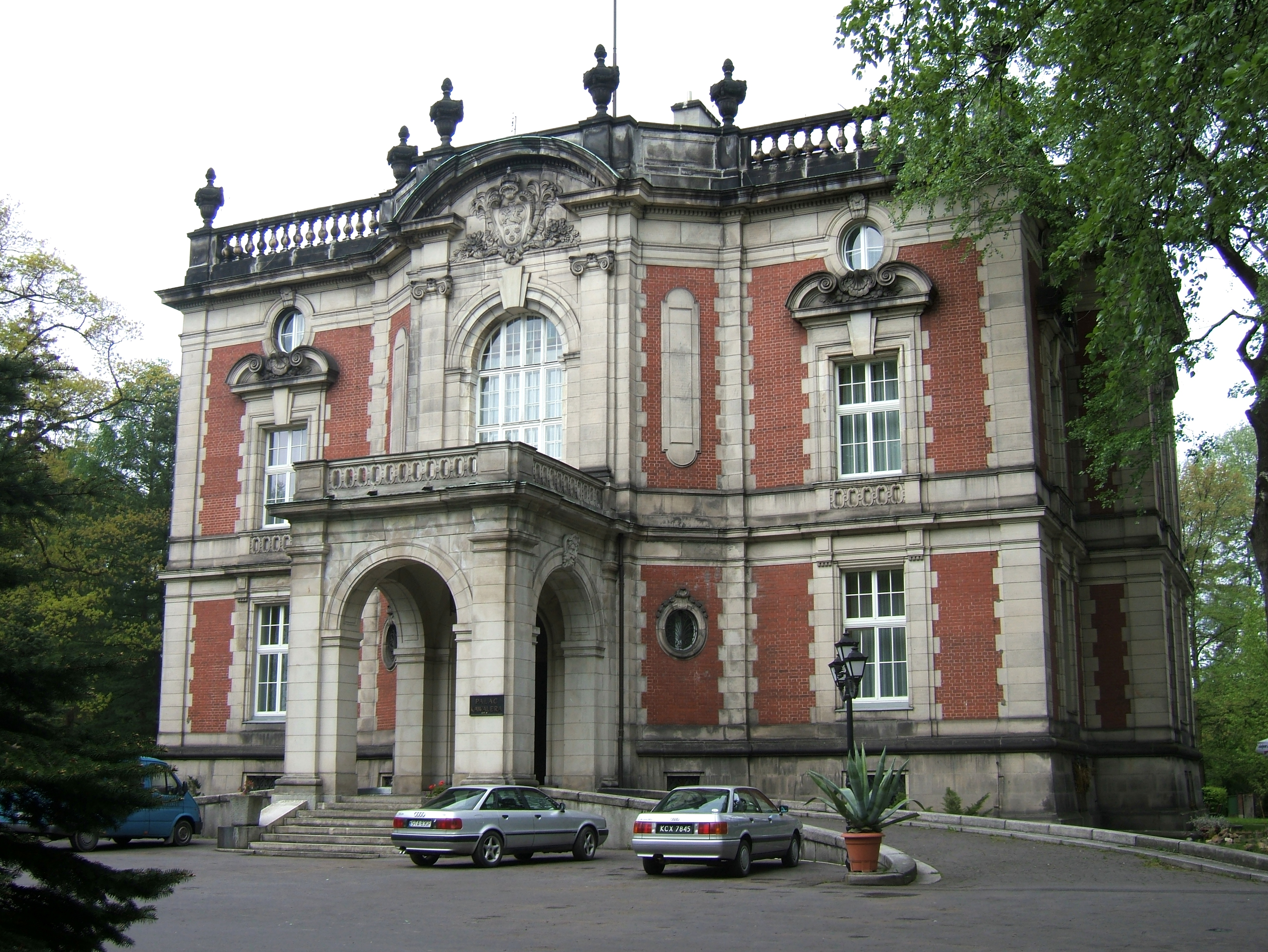
Die Front des Kavalierspalastes (2005)

Der Kavalierspalast (polnisch Pałac Kawalera) ist das einzige profane Gebäude, das nach der Verwüstung von 1945 erhalten blieb. Als letzter Bauteil der Anlage wurde er Anfang des 20. Jahrhunderts als Wohnung der jüngeren Familienangehörigen und als Gästehaus in unmittelbarer Nähe des Neuen Schlosses errichtet. Ausschlaggebend für den Bau war, dass in den beiden Schlössern nicht genügend Platz für die Unterbringung der vielen Gäste der Familie war und ein Gästehaus dringend benötigt wurde.
Mit den Plänen wurde der Berliner Architekt und Hofbaumeister Ernst von Ihne beauftragt, er musste sich jedoch an die Vorgaben der gräflichen Baukommission halten. Die Wahl Ihnes zum Architekten hängt wohl mit den guten Kontakten der Donnersmarcks zum Berliner Hof und zu Kaiser Wilhelm II. zusammen, der dann auch mehrfach im Kavalierspalast wohnte. Das Gebäude wurde von 1903 bis 1906 im Stil der Neorenaissance errichtet. Wie beim neuen Schloss, nur in kleinerem Umfang, wurde auch hier das Fundament stabilisiert. Das annähernd quadratische Gebäude wurde aus Backstein erbaut, mit dem die reiche Stuckbekrönung der Fensterrahmen und die in Naturstein ausgeführten Teile der Fassade kontrastieren. Den Eingang bildet ein mit dem Henckel von Donnersmarckschen Familienwappen geschmückter elliptischer Erker aus Naturstein, dem ein Balkon mit Arkaden vorgelagert ist. Das Gesims ist am Dachansatz von einer mit Voluten geschmückten Balustrade bekrönt. Das Äußere des nur zwei Stockwerke hohen Gebäudes wirkt insbesondere durch seine Höhe und die Betonung der Vertikalen, die allerdings durch die Gesimse unterbrochen wird. Zu Repräsentationszwecken wurde dem runden Treppenhaus im Zentrum des Gebäudes viel Platz zugestanden. Im Inneren sind die alte Aufteilung des Schlosses in viele Salons und die alte Ausstattung größtenteils erhalten.
Seit 1992 beherbergt das Gebäude ein Hotel mit Restaurant. Zusammen mit dem Park ist der Kavalierspalast die Hauptsehenswürdigkeit der heutigen Gemeinde Świerklaniec.

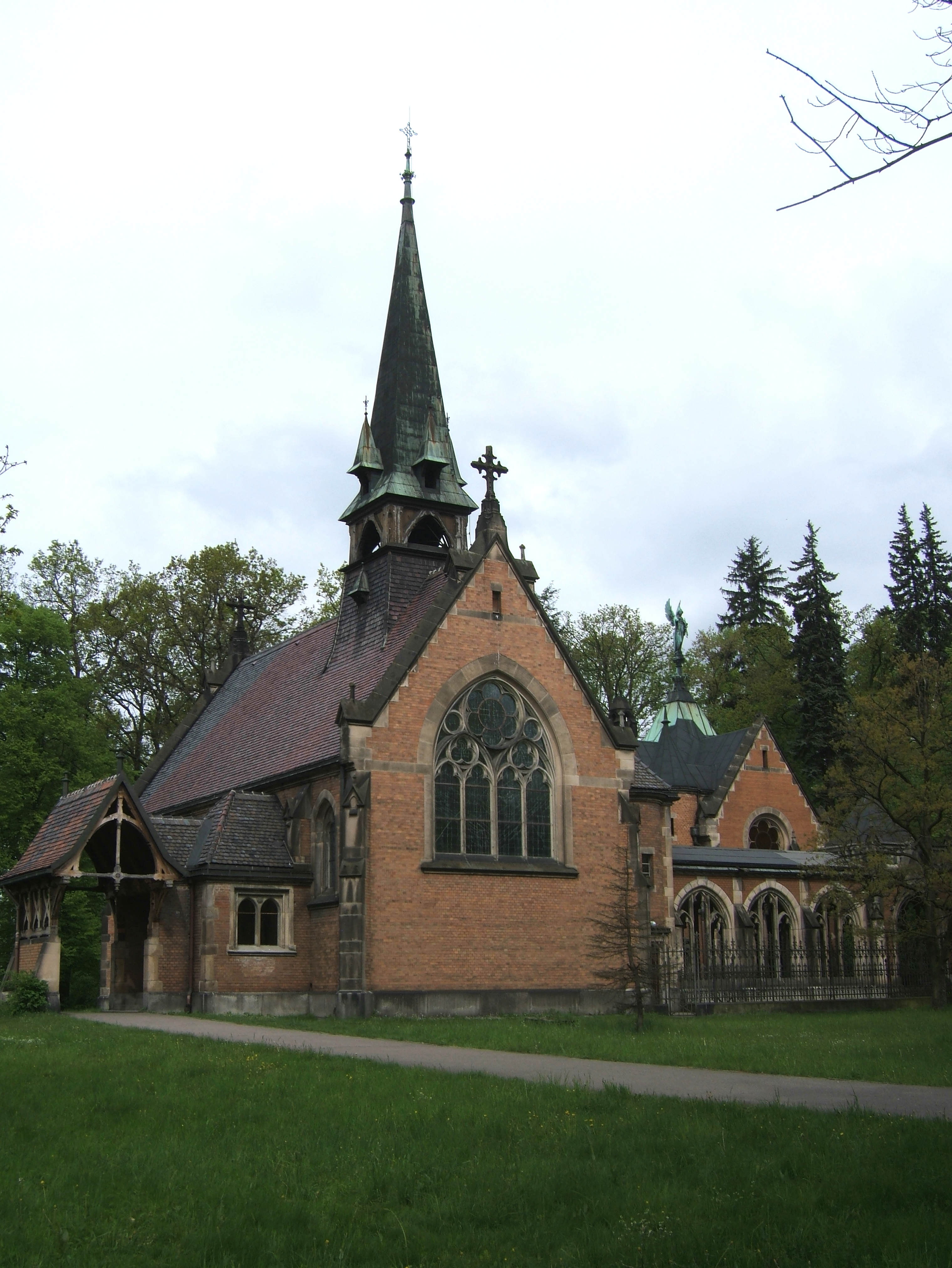
Grabkapelle der Donnersmarcks (2005)

### Grabkapelle
Die erhaltene neugotische Grabkapelle der Donnersmarcks wurde von 1895 bis 1897 von Julius Carl Raschdorff nordöstlich des alten Schlosses errichtet. Als Vorbild diente die Berliner Monbijou-Kirche. Die Grabkapelle sollte zum einen den protestantischen Bewohnern des Schlosses und der örtlichen Bevölkerung als Gotteshaus dienen, zum anderen war das anliegende Mausoleum (erbaut 1903–1905) die Ruhestätte einiger Vertreter der Neudecker Linie des Hauses Donnersmarck. Im Mausoleum wurden unter anderem Guido Graf Henckel Fürst von Donnersmarck († 1916) und seine zweite Frau Katharina Slepzow, eine russische Adlige, bestattet. Sein Vater Carl Lazarus Henckel von Donnersmarck († 1864) wurde jedoch im heute nicht mehr vorhandenen alten Mausoleum in der Nähe des Alten Schlosses beigesetzt. Umgeben ist das Bauwerk von Kanälen und hundertjährigem Baumbestand. Die zierliche neugotische Kapelle hat eine rechteckige Form und wird von einem Dachreiter gekrönt. An der Nordseite schließt sich ein Kreuzgang mit dem angrenzenden, eigentlichen Mausoleum an. Auf der Dachspitze des quadratischen Baus ist ein Todesengel aus Kupfer angebracht, der die Funktion des Gebäudes symbolisiert. Unter den vielen plastischen Details sind noch ein Relief des Agnus Dei (Lamm Gottes) und einige Wasserspeier zu nennen. Im Inneren konnte sich die alte Ausstattung nicht erhalten, da das Kirchlein nach dem Zweiten Weltkrieg unter den Augen der damaligen Verwaltung ausgeplündert wurde. Die örtliche Pfarrei bemühte sich in den Folgejahren um die Übernahme der Grabkapelle und kaufte sie 1947. 1957 wurde die Kapelle nach Überwindung zahlreicher bürokratischer Hürden neu geweiht, nachdem sie renoviert und neu ausgestattet worden war. Dennoch war sie noch nicht gerettet: In den nächsten Jahren verfiel sie wieder, da sie aus politischen Gründen auch für Gottesdienstbesucher nur gegen Eintrittsgeld zu betreten war und deshalb kaum genutzt wurde. Später wurden Pläne diskutiert, wonach die Kapelle abgerissen oder in einen Umkleideraum mit Toiletten für ein neues Schwimmbad umgestaltet werden sollte. Es gelang aber der Pfarrgemeinde schließlich, die Kirche in drei Jahren bis 1983 zu renovieren. Die Kapelle dient heute der örtlichen katholischen Gemeinde als Filialkirche.